# Lîhodidivka, Novotroiițke
Lîhodidivka (în ucraineană Лиходідівка) este un sat în comuna Dîvne din raionul Novotroiițke, regiunea Herson, Ucraina.